# آشور نيراري الثاني
آشور نيراري الثاني كان ملك آشور من 1414 قبل الميلاد حتى 1407 قبل الميلاد. وهو ابن انليل ناصر الثاني.